# Répertoire sommaire des fonds manuscrits conservés dans les bibliothèques et archives de Suisse
 (juin 2025).
Le Répertoire des fonds manuscrits conservés dans les bibliothèques et archives de Suisse est un ouvrage de référence suisse recensant les fonds manuscrits conservés dans des institutions patrimoniales à travers le pays. Il est publié pour la première fois en 1967 dans la série Sources de l’histoire suisse. Une seconde édition, considérablement augmentée, est parue en 1992.
Les Archives littéraires suisses (ALS) et la Bibliothèque nationale suisse (BN) ont pris en charge le répertoire et l’ont mis en ligne en
1996.
De 2008 à 2023, le répertoire a été intégré sous une forme numérique dynamique dans la base de données HelveticArchives.

## Éditions et numérisations
- Anne-Marie Schmutz-Pfister (éd.) : Répertoire sommaire des fonds manuscrits conservés dans les bibliothèques et archives de Suisse (Repertorio sommario dei fondi manoscritti nelle biblioteche e negli archivi della Svizzera). Édité pour le compte de l’Association des bibliothécaires suisses et de l’Association des archivistes suisses. Société générale suisse d’histoire, Berne, 1967 (Sources de l’histoire suisse, section 4, Manuels ; nouv. série, 8). Supplément : Liste complémentaire : 1968-1978. Bibliothèque nationale suisse, Berne, 1980. (Numérisation disponible sur e-Helvetica Access).
- Gaby Knoch-Mund (éd.) : Répertoire sommaire des fonds manuscrits conservés dans les bibliothèques et archives de Suisse (Repertorio sommario dei fondi manoscritti nelle biblioteche e negli archivi della Svizzera). Édité pour le compte de l’Association des archivistes suisses et de l’Association des bibliothèques et bibliothécaires de Suisse. 2ᵉ édition, considérablement augmentée. Société générale suisse d’histoire, Berne, 1992,  (ISBN 3-85513-401-4). (Sources de l’histoire suisse, section 4, Manuels ; nouv. série, 8a). (Numérisation disponible sur e-Helvetica Access).

## Intégration temporaire dans HelveticArchives
En 2008, la Bibliothèque nationale suisse et les Archives littéraires suisses ont lancé la base de données archivistique HelveticArchives. À cette occasion, les données du répertoire ont été intégrées avec d’autres répertoires d’adresses dans la base HelveticArchives, en tant que partie d’ISplus.
Cette section a été désactivée à l’automne 2023 et partiellement remplacée, à partir du 1er mai 2024, par le Répertoire ISIL suisse, qui recense les noms et adresses des institutions patrimoniales suisses, mais non les fonds d’archives eux-mêmes.